# Marquesado de San José (Título histórico)
El Marquesado de San José fue un título español (actualmente caducado), del siglo XIX, cuyos orígenes genealógicos se encuentran en las ciudades de Riobamba y Quito (Ecuador). Sus primeros portadores estuvieron emparentados con los Condes de Casa Jijón, con los Marqueses de Selva Alegre, con los Marqueses de Miraflores y con los Marqueses de Solanda y Villa-Rocha.
El título original de Marqués de San José, con el previo Vizcondado de Casa Larrea, fue conferido  en 1815 a Manuel de Larrea y Jijón por el monarca español Fernando VII.

## Nota
El título se extinguió con el segundo marqués. Nunca ha sido rehabilitado, por lo que actualmente es simplemente un título histórico, legalmente caducado, sin posibilidad de ser rehabilitado, dada la actual legislación vigente en el Reino de España.

## Antecedentes

### Orígenes familiares
Manuel de Larrea y Jijón era hijo del riobambeño Gregorio de Larrea y León y de la otavaleña Antonia Jijón y Chiriboga.
Además de haber ocupado importantes cargos, Gregorio de Larrea fue un hombre industrioso y tuvo gran actividad económica, lo que le permitió amasar una buena fortuna. Asimismo, formó parte del importante grupo intelectual de finales del siglo XVIII conocido como Escuela de la Concordia. Gregorio había dado poder para testar al citado Manuel, quien testo en nombre de su padre el 3 de enero de 1811. 
Antonia Jijón hizo un importante aporte de bienes al matrimonio, los cuales, sumados a los bienes y a la actividad de su esposo, permitieron formar la base para la futura fortuna de su hijo Manuel.
En los primeros años del 1800, Manuel solicitó al rey Carlos IV que concediera el hábito de alguna de las tres órdenes militares para él y para su hermano, José. Para este trámite siguió el órgano regular: elevar la petición al virrey por medio del presidente de la Audiencia, barón Héctor de Carondelet, para que sea puesta en consideración de la Corona. El informe de Carondelet incluía términos muy favorables para los hermanos Larrea, considerándolos acreedores de las mercedes reales "por los servicios de sus mayores, los suyos propios, buena conducta y distinguidas circunstancias". Según se sabe, no accedieron a dichas mercedes.
Fue en 1802 que el rey publicó la concesión de dos títulos de Castilla para dos beneméritas personas del Virreinato, los cuales habrían de conferirse por medio del virrey. Entonces, el presidente Carondelet envió el 6 de abril de 1803 una comunicación a Antonio Cornel que incluía la representación original realizada por Manuel de Larrea, en la que se lee que "en obsequio del suplicante, que me ha pedido apoye la verdad de su relato" y que le constan con toda individualidad los tres puntos que requiere la gracia, y que son:
- Calidad de su nacimiento, además de que las familias con que se halla emparentado son de la nobleza más antigua de esta ciudad, de suerte que recaería el título en una casa verdaderamente digna de obtenerlo. Prueba de esto es que el pretendiente, con el objeto de cruzarse en alguna de las tres órdenes nobiliarias, ha justificado ante el Juzgado de la Presidencia su distinguida clase por las cuatro ramas: Larrea, Jijón, León y Chiriboga, entre cuyos miembros, desde la antigüedad se cuentan diversos títulos de Castilla, y muchos caballeros cruzados. Habían logrado sus ascendientes varias cédulas honoríficas, recomendando su mérito y servicios.
- En cuanto a la conducta del representante, expresa el presidente haberle observado constantemente sin haberle notado defecto moral ni político, porque "siempre se ha portado en todo con el mayor honor, juicio, probidad y moderación, manifestando buen talento, carácter dócil, trato fino y afable con todos", correspondiendo a la educación y buenos ejemplos de sus mayores, por cuyas recomendables cualidades, luego de que Carondelet se hizo cargo de la Presidencia y establecido el Regimiento de Dragones de milicias, nombró a Manuel de Larrea capitán de una de las compañías de Quito. Asimismo, el Ayuntamiento lo nombró Alcalde Ordinario en 1798, de lo que obtuvo honrosos informes de sus procedimientos.
- Sobre el estado de su fortuna, da fe de que era para aquellos días (1803) una de la más brillantes del vecindario, aún sin contar con las legítimas paterna y materna "que esperan al suplicante", que eran muy considerables, pues sus padres poseían caudal saneado y efectivo.

## La República
Debido a los vientos de independencia que soplaron en la primera mitad del siglo XIX, este título, al igual que los demás que estaban en manos de criollos en la Audiencia de Quito, fue revertido a la Corona por la decisión del Libertador Simón Bolívar de abolir todo privilegio peninsular.
Los únicos que llegaron a ostentar legalmente el título de Marqués de San José fueron: Manuel de Larrea y Jijón y Modesto Larrea y Carrión. Ya en el siglo XX, Jacinto Jijón y Caamaño trató de revalidar el título para sí y sus descendientes, pero no lo consiguió.

## Descendientes
Del segundo Marqués de San José, han descendido entre otras las siguientes familias:
- Larrea y Caamaño, Jijón y Larrea, Jijón y Caamaño, Gangotena y Jijón, los Condes de Casa Jijón, Ponce Gangotena, etc.
- Ribadeneira Larrea y Tinajero, Ribadeneira-Larrea Subía, Dávila Ribadeneira-Larrea, Dávila González, Dávila Espinosa, Dávila Terán, Dávila Mora, Sánchez Muñoz, Alvarado Dávila (en Ambato), Proaño Alvarado, Alvarado Suárez, Alvarado León, Suárez Alvarado, Fierro Alvarado, Escorza Alvarado, Montenegro Alvarado, Villota Alvarado (ver más abajo, acápite 12), Alvarado Moreno, Alvarado Zapata, Alvarado Renken, Yépez Alvarado, Proaño Fleischer (en Pittsburgh, Zedeño Proaño, Jeffers Proaño (en Bahía de Caráquez), Morillo Alvarado, Villafuerte Alvarado, Marroquín Alvarado, Prado Dávila, Dávila Trueba, Andrade Dávila, Ganoza Dávila (en Lima), Dávila Rosero, Dávila Navarro, etcétera.
- Ribadeneira Ribadeneira-Larrea, Mancheno Ribadeneira, Echanique Mancheno, Donoso Echanique, Donoso Cobo, Ribadeneira Aguirre, Febres-Cordero Ribadeneyra (el expresidente de la República del Ecuador  León Febres-Cordero Ribadeneira) , Febres-Cordero Cordovez, Durán-Ballén Febres-Cordero, etc.
- Larrea y Carcelén, sin sucesión.
- Larrea Muñoz, Larrea Ávila (en Sangolquí).
- Larrea Donoso, Larrea Jijón, Chiriboga Larrea, Salvador Chiriboga, Chiriboga Rosado, Ponce Suárez, Barba Larrea, Montúfar Freile, Barba Chiriboga, Vásconez Barba, Freile Barba, Jijón-Caamaño Barba, Larrea Freile, Freile Larrea, Larrea Buitrón,  Vásconez Barba, Orska Vásconez, Orska Dotti, Freile Guarderas, Pérez Freile, Plaza Larrea, Larrea Estrada, Correa Plaza, Guzmán Plaza, Guzmán Vintimilla, Larrea Sánchez, Larrea Haro, Larrea Miranda, Larrea Jaramillo, Larrea Bustamante, Larrea Mendoza, etc.
- Larrea Terán, Larrea Andrade, Larrea Benalcázar, Villota Larrea, Rojas Villota, Villota Alvarado, Coba Villota, Benalcázar Larrea, Larrea Rosales, Larrea Cabrera, Larrea Torres, Larrea Calero, etc.